# Санти-Джоаккино-эд-Анна-аль-Тусколано (титулярная церковь)
Титулярная церковь Санти-Джоаккино-эд-Анна-аль-Тусколано (лат. Titulus Sanctorum Ioachimi et Annæ in regione Tusculana) — титулярная церковь была создана Папой Иоанном Павлом II в 1988 году. Титулярная церковь принадлежит церкви Санти-Джоаккино-эд-Анна-аль-Тусколано, расположенной в зоне Рима Торре Мауро, на виале Бруно Риццьери, которая является приходской с 1 марта 1982.

## Список кардиналов-священников титулярной церкви Санти-Джоаккино-эд-Анна-аль-Тусколано
- Ханс Герман Гроэр, O.S.B. — (28 июня 1988 — 24 марта 2004, до смерти);
- Кит Майкл Патрик О’Брайен — (21 октября 2003 — 19 марта 2018, до смерти);
- Торибио Тикона Порко — (28 июня 2018 — по настоящее время).